# Bahnstrecke Mantes-la-Jolie–Cherbourg
| Zug in Richtung Mantes-la-Jolie bei der Einfahrt in den Tunnel de Bréval |                      |                                                                    |                                                                    |
| Verlauf der Bahnstrecke Mantes-la-Jolie–Cherbourg |                      |                                                                    |                                                                    |
| Streckennummer (SNCF): | 366 000              |                                                                    |                                                                    |
| Kursbuchstrecke (SNCF): | 320                  |                                                                    |                                                                    |
| Streckenlänge: | 313 km               |                                                                    |                                                                    |
| Spurweite: | 1435 mm (Normalspur) |                                                                    |                                                                    |
| Stromsystem: | 25 kV, 50 Hz ~       |                                                                    |                                                                    |
| Maximale Neigung: | 10 ‰                 |                                                                    |                                                                    |
| Streckengeschwindigkeit: | 200 km/h             |                                                                    |                                                                    |
| Zweigleisigkeit: | ja                   |                                                                    |                                                                    |
| |                      |                                                                    |                                                                    |
| \| \| \| Strecke Paris–Le Havre von Paris-Saint-Lazare \| \| \| \| 57,275 \| Mantes-la-Jolie (ehm. Mantes-Gassicourt) \| 35 m \| \| \| 58,214 \| Strecke Paris–Le Havre nach Le Havre \| Strecke Paris–Le Havre nach Le Havre \| \| \| 65,815 \| Ménerville \| 107 m \| \| \| 67,980 \| Tunnel de Bréval (805 m) \| Tunnel de Bréval (805 m) \| \| \| 70,875 \| Bréval \| 125 m \| \| \| \| Départementgrenze Yvelines/Eure-et-Loir \| \| \| \| 74,886 \| Viaduc de Gilles-Gainville (53 m) \| Viaduc de Gilles-Gainville (53 m) \| \| \| 75,225 \| Gilles-Guainville \| 90 m \| \| \| \| Départementgrenze Eure-et-Loir/Eure \| \| \| \| \| \| \| \| \| \| Strecke Saint-Georges-Motel–Grand-Quevilly von Saint-Georges-Motel \| \| \| \| \| \| \| \| \| 80,140 \| Bueil \| 63 m \| \| \| \| \| \| \| \| 80,960 \| Strecke Saint-Georges-Motel–Grand-Quevilly nach Grand-Quevilly \| Strecke Saint-Georges-Motel–Grand-Quevilly nach Grand-Quevilly \| \| \| \| \| \| \| \| 85,242 \| Viaduc de Mérey (Eure; 46 m) \| Viaduc de Mérey (Eure; 46 m) \| \| \| 91,450 \| Le Boisset-Les Prévanches \| 78 m \| \| \| 94,381 \| Tunnel de Martainville (284 m) \| Tunnel de Martainville (284 m) \| \| \| 97,372 \| Le Val-David \| 110 m \| \| \| \| Strecke Dreux–Saint-Aubin-du-Vieil-Évreux von Dreux \| \| \| \| 101,370 \| St-Aubin-du-Vieil-Évreux \| 129 m \| \| \| 103,680 \| Tunnel de Nétreville (1 787 m) \| Tunnel de Nétreville (1 787 m) \| \| \| 105,888 \| Tunnel de la Justice (363 m) \| Tunnel de la Justice (363 m) \| \| \| 106,989 \| Strecke Évreux-Embranchement–Acquigny von Acquigny \| Strecke Évreux-Embranchement–Acquigny von Acquigny \| \| \| 107,325 \| Évreux (ehm. Évreux-Embranchement) \| 98 m \| \| \| 107,9xx \| Strecke Évreux-Embranchement–Quetteville n. Quetteville \| Strecke Évreux-Embranchement–Quetteville n. Quetteville \| \| \| 109,432 \| Tunnel de Navarre (190 m) \| Tunnel de Navarre (190 m) \| \| \| 111,916 \| Arnières-sur-Iton \| 77 m \| \| \| 116,321 \| Viaduc de l'Iton (26 m) \| Viaduc de l'Iton (26 m) \| \| \| 116,961 \| La Bonneville-sur-Iton \| 92 m \| \| \| 118,086 \| Iton (17 m) \| Iton (17 m) \| \| \| 119,082 \| Iton (14 m) \| Iton (14 m) \| \| \| 121,090 \| Rouloir (21 m) \| Rouloir (21 m) \| \| \| 121,813 \| Rouloir (24 m) \| Rouloir (24 m) \| \| \| 122,367 \| Rouloir (40 m) \| Rouloir (40 m) \| \| \| 124,567 \| Viaduc de Conches (Rouloir) (51 m) \| Viaduc de Conches (Rouloir) (51 m) \| \| \| 124,798 \| Tunnel de Conches (258 m) \| Tunnel de Conches (258 m) \| \| \| 125,152 \| Conches \| 115 m \| \| \| \| Strecke Saint-Martin-d'Écublei–Conches nach L’Aigle \| \| \| \| 132,910 \| Romilly-la-Puthenaye \| 164 m \| \| \| 137,899 \| Viaduc de Groslay (Risle; 61 m) \| Viaduc de Groslay (Risle; 61 m) \| \| \| 143,236 \| Beaumont-le-Roger \| 91 m \| \| \| \| Strecke Serquigny–Oissel nach Rouen \| \| \| \| 148,890 \| Serquigny \| 78 m \| \| \| 151,993 \| Charentonne \| Charentonne \| \| \| 152,411 \| Charentonne (29 m) \| Charentonne (29 m) \| \| \| 158,415 \| Charentonne (12 m) \| Charentonne (12 m) \| \| \| 158,700 \| Strecke Échauffour–Bernay von Échauffour \| Strecke Échauffour–Bernay von Échauffour \| \| \| 158,821 \| Bernay \| 110 m \| \| \| 159,034 \| Tunnel de Bernay (340 m) \| Tunnel de Bernay (340 m) \| \| \| 172,832 \| St-Mards-de-Fresne \| 193 m \| \| \| \| Départementgrenze Eure/Calvados \| \| \| \| \| Kurvenbegradigung \| \| \| \| 182,012 \| Courtonne-la-Meurdrac \| 100 m \| \| \| \| \| \| \| \| 189,450 \| Viaduc de l'Orbiquet (21 m) \| Viaduc de l'Orbiquet (21 m) \| \| \| \| \| \| \| \| 189,600 \| Strecke La Trinité-de-Réville–Lisieux von La Trinité-de-Réville \| Strecke La Trinité-de-Réville–Lisieux von La Trinité-de-Réville \| \| \| \| \| \| \| \| 190,107 \| Lisieux \| 54 m \| \| \| \| Strecke Lisieux–Trouville-Deauville n. Trouville-Deauville \| \| \| \| 190,771 \| Viaduc de l'Orbiquet (53 m) \| Viaduc de l'Orbiquet (53 m) \| \| \| 196,630 \| Tunnel de La Motte (2560 m) \| Tunnel de La Motte (2560 m) \| \| \| 207,799 \| Vie (9 m) \| Vie (9 m) \| \| \| \| \| \| \| \| 208,435 \| Strecke Sainte-Gauburge–Mesnil-Mauger von Sainte-Gauburge \| Strecke Sainte-Gauburge–Mesnil-Mauger von Sainte-Gauburge \| \| \| \| \| \| \| \| 208,685 \| Mesnil-Mauger \| 23 m \| \| \| 213,497 \| Dives (20 m) \| Dives (20 m) \| \| \| \| Strecke Le Mans–Mézidon von Le Mans \| \| \| \| 214,780 \| Strecke Mézidon–Trouville-Deauville v. Trouville-Deauville \| Strecke Mézidon–Trouville-Deauville v. Trouville-Deauville \| \| \| 215,516 \| Mézidon \| 35 m \| \| \| 217,177 \| Laizon (6 m) \| Laizon (6 m) \| \| \| \| \| \| \| \| 3,741 224,000 \| Argences \| Argences \| \| \| \| \| \| \| \| 224,899 \| Moult-Argences \| 35 m \| \| \| 231,219 \| Frénouville-Cagny \| 26 m \| \| \| \| Strecke Caen–Dozulé-Putot von Dozulé-Putot \| \| \| \| 239,010 \| Raccordement maritime de Caen \| Raccordement maritime de Caen \| \| \| 239,907 \| Caen \| 5 m \| \| \| 240,483 \| Viaduc de l'Orne (45 m) \| Viaduc de l'Orne (45 m) \| \| \| \| \| \| \| \| 240,550 \| Strecke Caen–Cerisy-Belle-Étoile und Caen–Vire nach Flers/Vire \| Strecke Caen–Cerisy-Belle-Étoile und Caen–Vire nach Flers/Vire \| \| \| \| \| \| \| \| \| \| \| \| \| 240,625 \| Strecke Caen–Courseulles-sur-Mer nach Courseulles-sur-Mer \| Strecke Caen–Courseulles-sur-Mer nach Courseulles-sur-Mer \| \| \| \| \| \| \| \| 241,391 \| Odon \| Odon \| \| \| 247,433 \| Carpiquet \| 60 m \| \| \| 252,193 \| Bretteville-Norrey \| 63 m \| \| \| 258,534 \| Audrieu \| 67 m \| \| \| 260,877 \| Pont de Flaye (Seulles; 61 m) \| Pont de Flaye (Seulles; 61 m) \| \| \| 268,776 \| Bayeux \| 50 m \| \| \| 269,088 \| Pont sur l'Aure (29 m) \| Pont sur l'Aure (29 m) \| \| \| 269,710 \| Chemins de fer du Calvados \| Chemins de fer du Calvados \| \| \| 272,695 \| Pont sur la Drôme (51 m) \| Pont sur la Drôme (51 m) \| \| \| 277,372 \| Crouay \| 44 m \| \| \| 282,604 \| Le Molay-Littry \| 25 m \| \| \| 283,155 \| Chemins de fer du Calvados \| Chemins de fer du Calvados \| \| \| 295,200 \| Lison \| 7 m \| \| \| \| Bahnstrecke Lison–Lamballe nach Saint-Lô \| \| \| \| 301,472 \| Neuilly \| 8 m \| \| \| 303,560 \| Strecke Neuilly-la-Forêt–Isigny-sur-Mer n. Isigny-sur-Mer \| Strecke Neuilly-la-Forêt–Isigny-sur-Mer n. Isigny-sur-Mer \| \| \| 304,975 \| Viaduc de la Vire (40 m) \| Viaduc de la Vire (40 m) \| \| \| \| Départementgrenze Calvados/Manche \| \| \| \| \| Taute \| \| \| \| 313,109 \| Carentan \| 5 m \| \| \| 313,284 \| Bahnstrecke Carentan–Carteret nach Carteret \| Bahnstrecke Carentan–Carteret nach Carteret \| \| \| 317,615 \| Viaduc de la Douve (37 m) \| Viaduc de la Douve (37 m) \| \| \| 325,283 \| Chef-du-Pont-Ste-Mère \| 8 m \| \| \| 331,590 \| Fresville \| 6 m \| \| \| 334,912 \| Montebourg \| 10 m \| \| \| 335,235 \| Bahnstrecke Valognes–Barfleur nach Barfleur \| Bahnstrecke Valognes–Barfleur nach Barfleur \| \| \| 342,617 \| Valognes \| 39 m \| \| \| \| Bahnstrecke Valognes–Barfleur nach Barfleur \| \| \| \| 349,741 \| Douve (10 m) \| Douve (10 m) \| \| \| 350,027 \| Douve (10 m) \| Douve (10 m) \| \| \| 350,411 \| Douve (10 m) \| Douve (10 m) \| \| \| 352,113 \| Bahnstrecke Coutances–Sottevast von Coutances \| Bahnstrecke Coutances–Sottevast von Coutances \| \| \| 234,950 \| Douve (10 m) \| Douve (10 m) \| \| \| 352,266 \| Sottevast \| 49 m \| \| \| 352,407 \| Douve (10 m) \| Douve (10 m) \| \| \| 354,388 \| Douve (10 m) \| Douve (10 m) \| \| \| 354,753 \| Douve (9 m) \| Douve (9 m) \| \| \| 358,971 \| Couville \| 97 m \| \| \| 364,264 \| Martinvast \| 63 m \| \| \| 368,190 \| Divette (9 m) \| Divette (9 m) \| \| \| 368,915 \| Divette (9 m) \| Divette (9 m) \| \| \| 369,165 \| Divette (9 m) \| Divette (9 m) \| \| \| 369,415 \| Divette (9 m) \| Divette (9 m) \| \| \| \| \| \| \| \| 369,715 0,000 \| \| \| \| \| \| \| \| \| \| 369,815 \| \| \| \| \| 370,365 \| Cherbourg \| 5 m \| \| \| \| \| \| \| \| \| Bahnstrecke Cherbourg–Urville-en-Hague nach Urville-en-Hague \| \| \| \| \| \| \| \| \| 1,480 \| Arsenal \| 7 m \| \| \| \| Bahnstrecke Cherbourg–Barfleur nach Barfleur \| \| \| \| 2,125 \| Cherbourg-Transatlantique \| 4 m \| |                      |                                                                    |                                                                    |
| Strecke |                      | Strecke Paris–Le Havre von Paris-Saint-Lazare                      | Strecke Paris–Le Havre von Paris-Saint-Lazare                      |
| Bahnhof | 57,275               | Mantes-la-Jolie (ehm. Mantes-Gassicourt)                           | 35 m                                                               |
| Abzweig geradeaus und nach rechts | 58,214               | Strecke Paris–Le Havre nach Le Havre                               | Strecke Paris–Le Havre nach Le Havre                               |
| ehemaliger Haltepunkt / Haltestelle | 65,815               | Ménerville                                                         | 107 m                                                              |
| Tunnel | 67,980               | Tunnel de Bréval (805 m)                                           | Tunnel de Bréval (805 m)                                           |
| Bahnhof | 70,875               | Bréval                                                             | 125 m                                                              |
| Grenze |                      | Départementgrenze Yvelines/Eure-et-Loir                            | Départementgrenze Yvelines/Eure-et-Loir                            |
| Brücke | 74,886               | Viaduc de Gilles-Gainville (53 m)                                  | Viaduc de Gilles-Gainville (53 m)                                  |
| ehemaliger Haltepunkt / Haltestelle | 75,225               | Gilles-Guainville                                                  | 90 m                                                               |
| Grenze |                      | Départementgrenze Eure-et-Loir/Eure                                | Départementgrenze Eure-et-Loir/Eure                                |
| |                      |                                                                    |                                                                    |
| Abzweig geradeaus und ehemals von links |                      | Strecke Saint-Georges-Motel–Grand-Quevilly von Saint-Georges-Motel | Strecke Saint-Georges-Motel–Grand-Quevilly von Saint-Georges-Motel |
| |                      |                                                                    |                                                                    |
| Bahnhof | 80,140               | Bueil                                                              | 63 m                                                               |
| |                      |                                                                    |                                                                    |
| Abzweig geradeaus und ehemals nach rechts | 80,960               | Strecke Saint-Georges-Motel–Grand-Quevilly nach Grand-Quevilly     | Strecke Saint-Georges-Motel–Grand-Quevilly nach Grand-Quevilly     |
| |                      |                                                                    |                                                                    |
| Brücke über Wasserlauf | 85,242               | Viaduc de Mérey (Eure; 46 m)                                       | Viaduc de Mérey (Eure; 46 m)                                       |
| ehemaliger Haltepunkt / Haltestelle | 91,450               | Le Boisset-Les Prévanches                                          | 78 m                                                               |
| Tunnel | 94,381               | Tunnel de Martainville (284 m)                                     | Tunnel de Martainville (284 m)                                     |
| ehemaliger Haltepunkt / Haltestelle | 97,372               | Le Val-David                                                       | 110 m                                                              |
| Abzweig geradeaus und von links |                      | Strecke Dreux–Saint-Aubin-du-Vieil-Évreux von Dreux                | Strecke Dreux–Saint-Aubin-du-Vieil-Évreux von Dreux                |
| Dienststation / Betriebs- oder Güterbahnhof | 101,370              | St-Aubin-du-Vieil-Évreux                                           | 129 m                                                              |
| Tunnel | 103,680              | Tunnel de Nétreville (1 787 m)                                     | Tunnel de Nétreville (1 787 m)                                     |
| Tunnel | 105,888              | Tunnel de la Justice (363 m)                                       | Tunnel de la Justice (363 m)                                       |
| Abzweig geradeaus und von rechts | 106,989              | Strecke Évreux-Embranchement–Acquigny von Acquigny                 | Strecke Évreux-Embranchement–Acquigny von Acquigny                 |
| Bahnhof | 107,325              | Évreux (ehm. Évreux-Embranchement)                                 | 98 m                                                               |
| Abzweig geradeaus und ehemals nach rechts | 107,9xx              | Strecke Évreux-Embranchement–Quetteville n. Quetteville            | Strecke Évreux-Embranchement–Quetteville n. Quetteville            |
| Tunnel | 109,432              | Tunnel de Navarre (190 m)                                          | Tunnel de Navarre (190 m)                                          |
| ehemaliger Haltepunkt / Haltestelle | 111,916              | Arnières-sur-Iton                                                  | 77 m                                                               |
| Brücke über Wasserlauf | 116,321              | Viaduc de l'Iton (26 m)                                            | Viaduc de l'Iton (26 m)                                            |
| Haltepunkt / Haltestelle | 116,961              | La Bonneville-sur-Iton                                             | 92 m                                                               |
| Brücke über Wasserlauf | 118,086              | Iton (17 m)                                                        | Iton (17 m)                                                        |
| Brücke über Wasserlauf | 119,082              | Iton (14 m)                                                        | Iton (14 m)                                                        |
| Brücke über Wasserlauf | 121,090              | Rouloir (21 m)                                                     | Rouloir (21 m)                                                     |
| Brücke über Wasserlauf | 121,813              | Rouloir (24 m)                                                     | Rouloir (24 m)                                                     |
| Brücke über Wasserlauf | 122,367              | Rouloir (40 m)                                                     | Rouloir (40 m)                                                     |
| Brücke über Wasserlauf | 124,567              | Viaduc de Conches (Rouloir) (51 m)                                 | Viaduc de Conches (Rouloir) (51 m)                                 |
| Tunnel | 124,798              | Tunnel de Conches (258 m)                                          | Tunnel de Conches (258 m)                                          |
| Bahnhof | 125,152              | Conches                                                            | 115 m                                                              |
| Abzweig geradeaus, ehemals nach links und ehemals von links |                      | Strecke Saint-Martin-d'Écublei–Conches nach L’Aigle                | Strecke Saint-Martin-d'Écublei–Conches nach L’Aigle                |
| Haltepunkt / Haltestelle | 132,910              | Romilly-la-Puthenaye                                               | 164 m                                                              |
| Brücke über Wasserlauf | 137,899              | Viaduc de Groslay (Risle; 61 m)                                    | Viaduc de Groslay (Risle; 61 m)                                    |
| Haltepunkt / Haltestelle | 143,236              | Beaumont-le-Roger                                                  | 91 m                                                               |
| Abzweig geradeaus, nach rechts und von rechts |                      | Strecke Serquigny–Oissel nach Rouen                                | Strecke Serquigny–Oissel nach Rouen                                |
| Bahnhof | 148,890              | Serquigny                                                          | 78 m                                                               |
| Brücke über Wasserlauf | 151,993              | Charentonne                                                        | Charentonne                                                        |
| Brücke über Wasserlauf | 152,411              | Charentonne (29 m)                                                 | Charentonne (29 m)                                                 |
| Brücke über Wasserlauf | 158,415              | Charentonne (12 m)                                                 | Charentonne (12 m)                                                 |
| Abzweig geradeaus und ehemals von links | 158,700              | Strecke Échauffour–Bernay von Échauffour                           | Strecke Échauffour–Bernay von Échauffour                           |
| Bahnhof | 158,821              | Bernay                                                             | 110 m                                                              |
| Tunnel | 159,034              | Tunnel de Bernay (340 m)                                           | Tunnel de Bernay (340 m)                                           |
| ehemaliger Haltepunkt / Haltestelle | 172,832              | St-Mards-de-Fresne                                                 | 193 m                                                              |
| Grenze |                      | Départementgrenze Eure/Calvados                                    | Départementgrenze Eure/Calvados                                    |
| |                      | Kurvenbegradigung                                                  |                                                                    |
| Bahnhof | 182,012              | Courtonne-la-Meurdrac                                              | 100 m                                                              |
| |                      |                                                                    |                                                                    |
| Brücke über Wasserlauf | 189,450              | Viaduc de l'Orbiquet (21 m)                                        | Viaduc de l'Orbiquet (21 m)                                        |
| |                      |                                                                    |                                                                    |
| Abzweig geradeaus und ehemals von links | 189,600              | Strecke La Trinité-de-Réville–Lisieux von La Trinité-de-Réville    | Strecke La Trinité-de-Réville–Lisieux von La Trinité-de-Réville    |
| |                      |                                                                    |                                                                    |
| Bahnhof | 190,107              | Lisieux                                                            | 54 m                                                               |
| Abzweig geradeaus und nach rechts |                      | Strecke Lisieux–Trouville-Deauville n. Trouville-Deauville         | Strecke Lisieux–Trouville-Deauville n. Trouville-Deauville         |
| Brücke über Wasserlauf | 190,771              | Viaduc de l'Orbiquet (53 m)                                        | Viaduc de l'Orbiquet (53 m)                                        |
| Tunnel | 196,630              | Tunnel de La Motte (2560 m)                                        | Tunnel de La Motte (2560 m)                                        |
| Brücke über Wasserlauf | 207,799              | Vie (9 m)                                                          | Vie (9 m)                                                          |
| |                      |                                                                    |                                                                    |
| Abzweig geradeaus und ehemals von links | 208,435              | Strecke Sainte-Gauburge–Mesnil-Mauger von Sainte-Gauburge          | Strecke Sainte-Gauburge–Mesnil-Mauger von Sainte-Gauburge          |
| |                      |                                                                    |                                                                    |
| ehemaliger Haltepunkt / Haltestelle | 208,685              | Mesnil-Mauger                                                      | 23 m                                                               |
| Brücke über Wasserlauf | 213,497              | Dives (20 m)                                                       | Dives (20 m)                                                       |
| Abzweig geradeaus und von links |                      | Strecke Le Mans–Mézidon von Le Mans                                | Strecke Le Mans–Mézidon von Le Mans                                |
| Abzweig geradeaus und ehemals von rechts | 214,780              | Strecke Mézidon–Trouville-Deauville v. Trouville-Deauville         | Strecke Mézidon–Trouville-Deauville v. Trouville-Deauville         |
| Bahnhof | 215,516              | Mézidon                                                            | 35 m                                                               |
| Brücke über Wasserlauf | 217,177              | Laizon (6 m)                                                       | Laizon (6 m)                                                       |
| |                      |                                                                    |                                                                    |
| Kopfbahnhof Streckenanfang und quer (Strecke außer Betrieb) · Abzweig geradeaus und ehemals von rechts | 3,741 224,000        | Argences                                                           | Argences                                                           |
| |                      |                                                                    |                                                                    |
| Haltepunkt / Haltestelle | 224,899              | Moult-Argences                                                     | 35 m                                                               |
| Haltepunkt / Haltestelle | 231,219              | Frénouville-Cagny                                                  | 26 m                                                               |
| Abzweig geradeaus und ehemals von rechts |                      | Strecke Caen–Dozulé-Putot von Dozulé-Putot                         | Strecke Caen–Dozulé-Putot von Dozulé-Putot                         |
| Abzweig geradeaus und von rechts | 239,010              | Raccordement maritime de Caen                                      | Raccordement maritime de Caen                                      |
| Bahnhof | 239,907              | Caen                                                               | 5 m                                                                |
| Brücke über Wasserlauf | 240,483              | Viaduc de l'Orne (45 m)                                            | Viaduc de l'Orne (45 m)                                            |
| |                      |                                                                    |                                                                    |
| Abzweig geradeaus und ehemals nach links | 240,550              | Strecke Caen–Cerisy-Belle-Étoile und Caen–Vire nach Flers/Vire     | Strecke Caen–Cerisy-Belle-Étoile und Caen–Vire nach Flers/Vire     |
| |                      |                                                                    |                                                                    |
| |                      |                                                                    |                                                                    |
| Abzweig geradeaus und ehemals nach rechts | 240,625              | Strecke Caen–Courseulles-sur-Mer nach Courseulles-sur-Mer          | Strecke Caen–Courseulles-sur-Mer nach Courseulles-sur-Mer          |
| |                      |                                                                    |                                                                    |
| Brücke über Wasserlauf | 241,391              | Odon                                                               | Odon                                                               |
| ehemaliger Haltepunkt / Haltestelle | 247,433              | Carpiquet                                                          | 60 m                                                               |
| Haltepunkt / Haltestelle | 252,193              | Bretteville-Norrey                                                 | 63 m                                                               |
| Haltepunkt / Haltestelle | 258,534              | Audrieu                                                            | 67 m                                                               |
| Brücke über Wasserlauf | 260,877              | Pont de Flaye (Seulles; 61 m)                                      | Pont de Flaye (Seulles; 61 m)                                      |
| Bahnhof | 268,776              | Bayeux                                                             | 50 m                                                               |
| Brücke über Wasserlauf | 269,088              | Pont sur l'Aure (29 m)                                             | Pont sur l'Aure (29 m)                                             |
| Kreuzung mit U-Bahn geradeaus unten (Querstrecke außer Betrieb) | 269,710              | Chemins de fer du Calvados                                         | Chemins de fer du Calvados                                         |
| Brücke über Wasserlauf | 272,695              | Pont sur la Drôme (51 m)                                           | Pont sur la Drôme (51 m)                                           |
| ehemaliger Haltepunkt / Haltestelle | 277,372              | Crouay                                                             | 44 m                                                               |
| Haltepunkt / Haltestelle | 282,604              | Le Molay-Littry                                                    | 25 m                                                               |
| Kreuzung mit U-Bahn geradeaus unten (Querstrecke außer Betrieb) | 283,155              | Chemins de fer du Calvados                                         | Chemins de fer du Calvados                                         |
| Bahnhof | 295,200              | Lison                                                              | 7 m                                                                |
| Abzweig geradeaus, nach links und ehemals von links |                      | Bahnstrecke Lison–Lamballe nach Saint-Lô                           | Bahnstrecke Lison–Lamballe nach Saint-Lô                           |
| ehemaliger Haltepunkt / Haltestelle | 301,472              | Neuilly                                                            | 8 m                                                                |
| Abzweig geradeaus und ehemals nach rechts | 303,560              | Strecke Neuilly-la-Forêt–Isigny-sur-Mer n. Isigny-sur-Mer          | Strecke Neuilly-la-Forêt–Isigny-sur-Mer n. Isigny-sur-Mer          |
| Brücke über Wasserlauf | 304,975              | Viaduc de la Vire (40 m)                                           | Viaduc de la Vire (40 m)                                           |
| Grenze |                      | Départementgrenze Calvados/Manche                                  | Départementgrenze Calvados/Manche                                  |
| Brücke über Wasserlauf |                      | Taute                                                              | Taute                                                              |
| Bahnhof | 313,109              | Carentan                                                           | 5 m                                                                |
| Abzweig geradeaus und ehemals nach links | 313,284              | Bahnstrecke Carentan–Carteret nach Carteret                        | Bahnstrecke Carentan–Carteret nach Carteret                        |
| Brücke über Wasserlauf | 317,615              | Viaduc de la Douve (37 m)                                          | Viaduc de la Douve (37 m)                                          |
| Bahnhof | 325,283              | Chef-du-Pont-Ste-Mère                                              | 8 m                                                                |
| ehemaliger Haltepunkt / Haltestelle | 331,590              | Fresville                                                          | 6 m                                                                |
| ehemaliger Bahnhof | 334,912              | Montebourg                                                         | 10 m                                                               |
| Abzweig geradeaus und ehemals nach rechts | 335,235              | Bahnstrecke Valognes–Barfleur nach Barfleur                        | Bahnstrecke Valognes–Barfleur nach Barfleur                        |
| Bahnhof | 342,617              | Valognes                                                           | 39 m                                                               |
| Abzweig geradeaus und ehemals nach rechts |                      | Bahnstrecke Valognes–Barfleur nach Barfleur                        | Bahnstrecke Valognes–Barfleur nach Barfleur                        |
| Brücke über Wasserlauf | 349,741              | Douve (10 m)                                                       | Douve (10 m)                                                       |
| Brücke über Wasserlauf | 350,027              | Douve (10 m)                                                       | Douve (10 m)                                                       |
| Brücke über Wasserlauf | 350,411              | Douve (10 m)                                                       | Douve (10 m)                                                       |
| Abzweig geradeaus und ehemals von links | 352,113              | Bahnstrecke Coutances–Sottevast von Coutances                      | Bahnstrecke Coutances–Sottevast von Coutances                      |
| Brücke über Wasserlauf | 234,950              | Douve (10 m)                                                       | Douve (10 m)                                                       |
| ehemaliger Bahnhof | 352,266              | Sottevast                                                          | 49 m                                                               |
| Brücke über Wasserlauf | 352,407              | Douve (10 m)                                                       | Douve (10 m)                                                       |
| Brücke über Wasserlauf | 354,388              | Douve (10 m)                                                       | Douve (10 m)                                                       |
| Brücke über Wasserlauf | 354,753              | Douve (9 m)                                                        | Douve (9 m)                                                        |
| ehemaliger Bahnhof | 358,971              | Couville                                                           | 97 m                                                               |
| ehemaliger Bahnhof | 364,264              | Martinvast                                                         | 63 m                                                               |
| Brücke über Wasserlauf | 368,190              | Divette (9 m)                                                      | Divette (9 m)                                                      |
| Brücke über Wasserlauf | 368,915              | Divette (9 m)                                                      | Divette (9 m)                                                      |
| Brücke über Wasserlauf | 369,165              | Divette (9 m)                                                      | Divette (9 m)                                                      |
| Brücke über Wasserlauf | 369,415              | Divette (9 m)                                                      | Divette (9 m)                                                      |
| |                      |                                                                    |                                                                    |
| | 369,715 0,000        |                                                                    |                                                                    |
| |                      |                                                                    |                                                                    |
| Strecke | 369,815              |                                                                    |                                                                    |
| Strecke · Kopfbahnhof Streckenende · Strecke | 370,365              | Cherbourg                                                          | 5 m                                                                |
| |                      |                                                                    |                                                                    |
| Strecke · Abzweig geradeaus, ehemals nach links und ehemals von links |                      | Bahnstrecke Cherbourg–Urville-en-Hague nach Urville-en-Hague       | Bahnstrecke Cherbourg–Urville-en-Hague nach Urville-en-Hague       |
| |                      |                                                                    |                                                                    |
| Strecke | 1,480                | Arsenal                                                            | 7 m                                                                |
| Abzweig ehemals geradeaus und nach rechts |                      | Bahnstrecke Cherbourg–Barfleur nach Barfleur                       | Bahnstrecke Cherbourg–Barfleur nach Barfleur                       |
| Kopfbahnhof Streckenende (Strecke außer Betrieb) | 2,125                | Cherbourg-Transatlantique                                          | 4 m                                                                |

Die Bahnstrecke Mantes-la-Jolie–Cherbourg ist eine französische Eisenbahnstrecke von Mantes-la-Jolie nach Cherbourg. Sie ist 313 km lang und zweigt von der Bahnstrecke Paris–Le Havre in Mantes-la-Jolie ab, welches 57 km westlich von Paris liegt.
Die Strecke wurde zwischen 1855 und 1858 von der Compagnie des chemins de fer de l'Ouest eröffnet. Sie durchquert den Nordwesten der Île-de-France und führt dann quer durch die Normandie. Die wichtigsten Städte an der Strecke sind Évreux, Lisieux, Caen und Cherbourg auf der Halbinsel Cotentin. Die Strecke, welche Réseau ferré de France gehört, ist zweigleisig und mit 25 kV, 50 Hz Wechselstrom elektrifiziert.

## Streckenverlauf

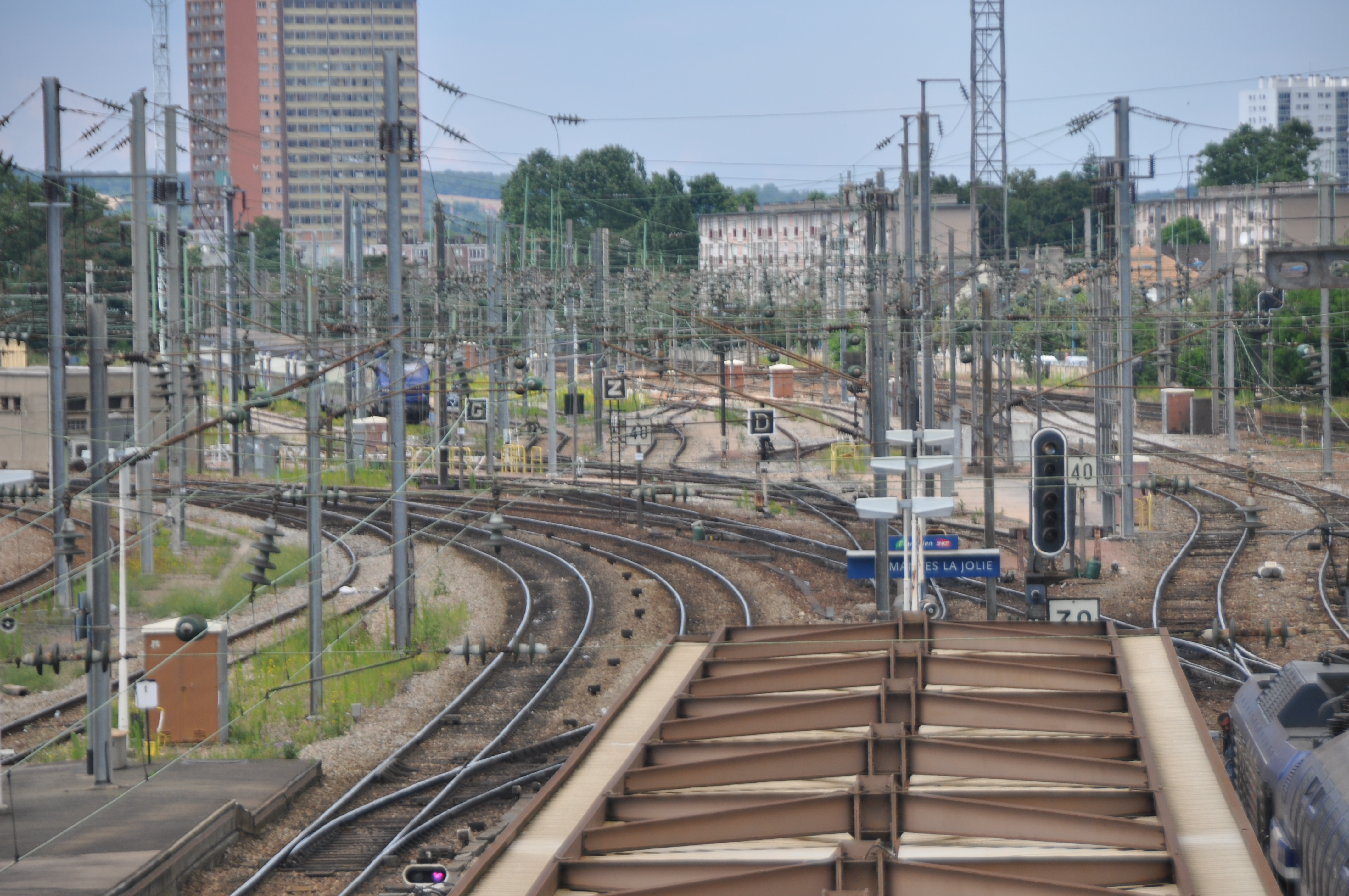
Abzweigung in Mantes-la-Jolie, Richtung Le Havre geradeaus, nach Cherbourg links

Die Strecke ist kurvenreich. Das Profil der Strecke ist zwischen Mantes-la-Jolie und Mézidon wegen der zahlreichen Kurven und der langen Steigungen (maximal 10 ‰) ziemlich schlecht. Das Profil verbessert sich in der Caen-Ebene und in den Sümpfen von Bessin und des Cotentin. Zwischen Valognes und Cherbourg, wo das  armorikanische Massiv durchquert wird, ist die Trassierung erneut kurviger.
Die Strecke verlässt das Seinetal in Mantes-la-Jolie (32 m) mit einer  Steigung von 9 ‰. Im Brévaler Tunnel wird ein erster Scheitelpunkt (134 m) erreicht, daraufhin führt die Strecke nach Bueil (63 m) in das Euretal hinunter. Die Bahnstrecke steigt bis nach Le Vieil-Évreux (129 m) an, um hinunter in das Itontal (92 m) zu fallen. Dieses Tal wird nach Conches-en-Ouche verlassen und führt nach Romilly-la-Puthenaye (164 m) und um bei Serquigny (78 m) das Charentonnetal zu erreichen. Bei Saint-Mards-de-Fresne wird der Scheitelpunkt der Strecke erreicht (193 m). Es geht hinunter nach Lisieux (54 m) in das Touquestal. Über die letzte steilere Steigung wird das Tunnel de La Motte (114 m) erreicht, bevor bei Mesnil-Mauger (23 m) das Vietal angetroffen wird. Bis nach Caen (5 m), wo die Orne überquert wird, geht es sehr flach weiter. Nach Audrieu (67 m) führt die Strecke nach Lison (7 m) hinunter und durchquert Sümpfe von Bessin und des Cotentin. Der ehemalige Bahnhof von Couville (97 m) wird nach einer kleinen Steigung erreicht. Schließlich fällt die Strecke nach Cherbourg (5 m) ab.

## Geschichte

### Planungen, Bau und Inbetriebnahme

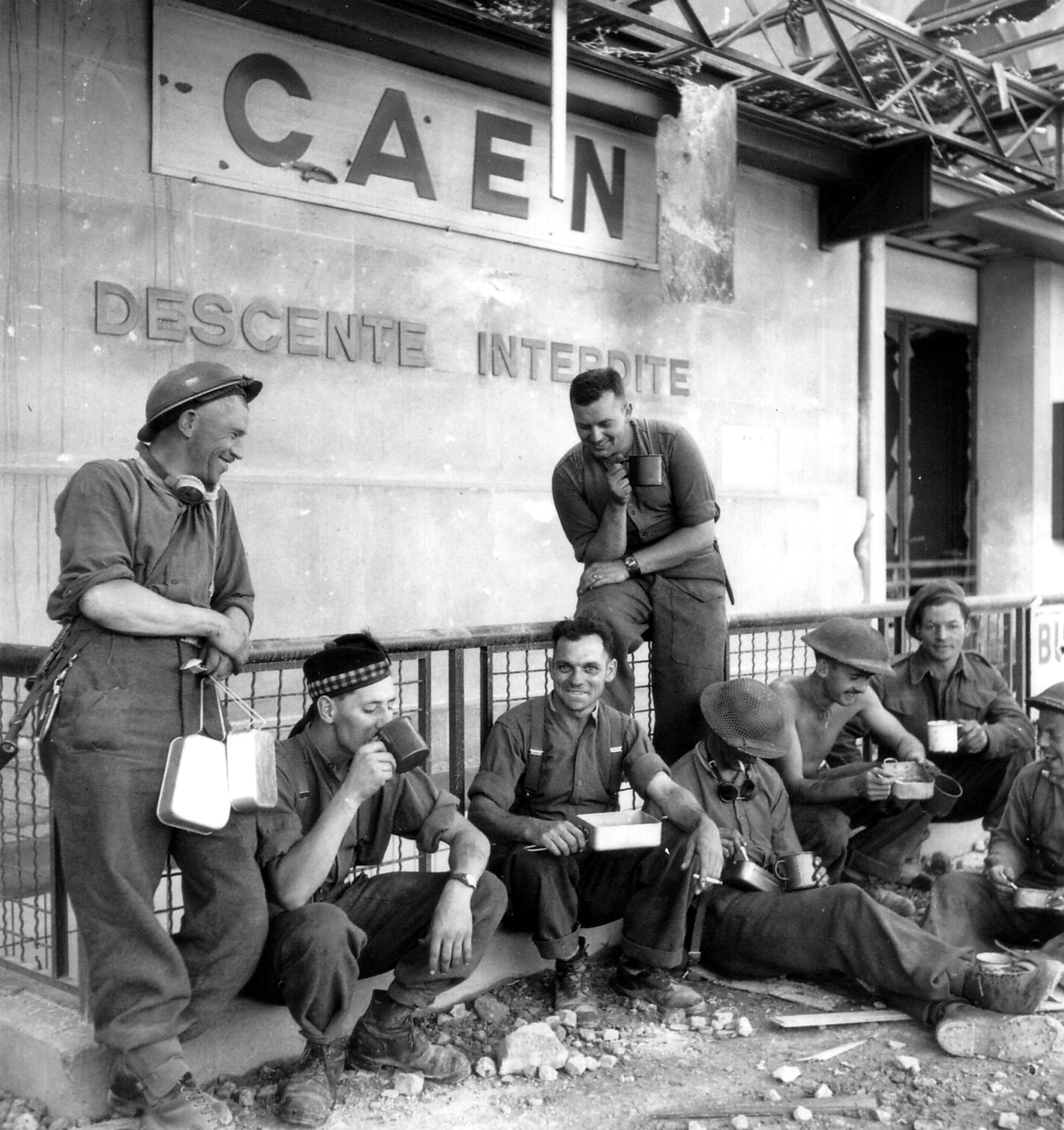
Kanadische Soldaten der Stormont, Dundas and Glengarry Highlanders im Bahnhof Caen (1944)

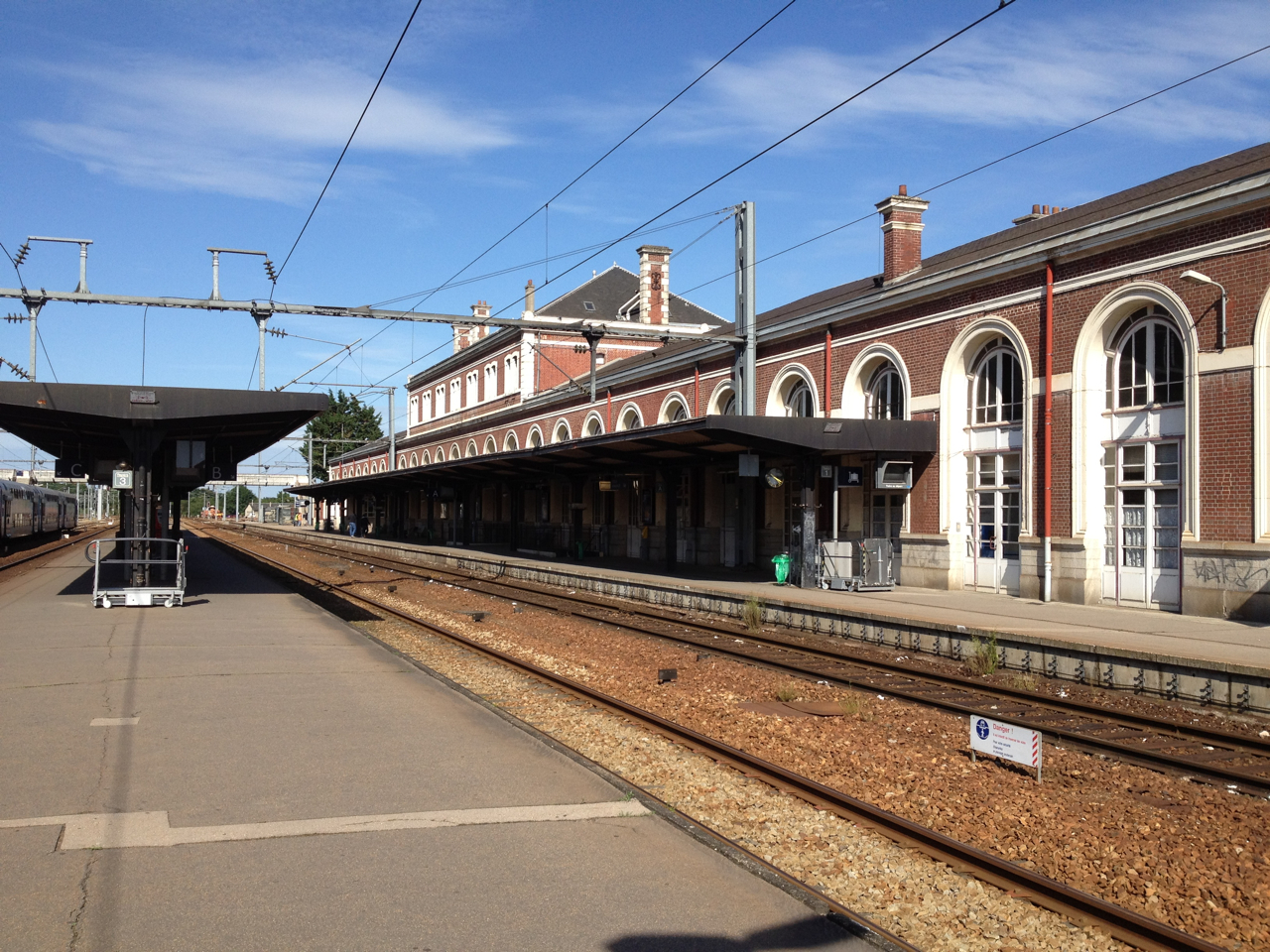
Bahnhof Évreux-Normandie

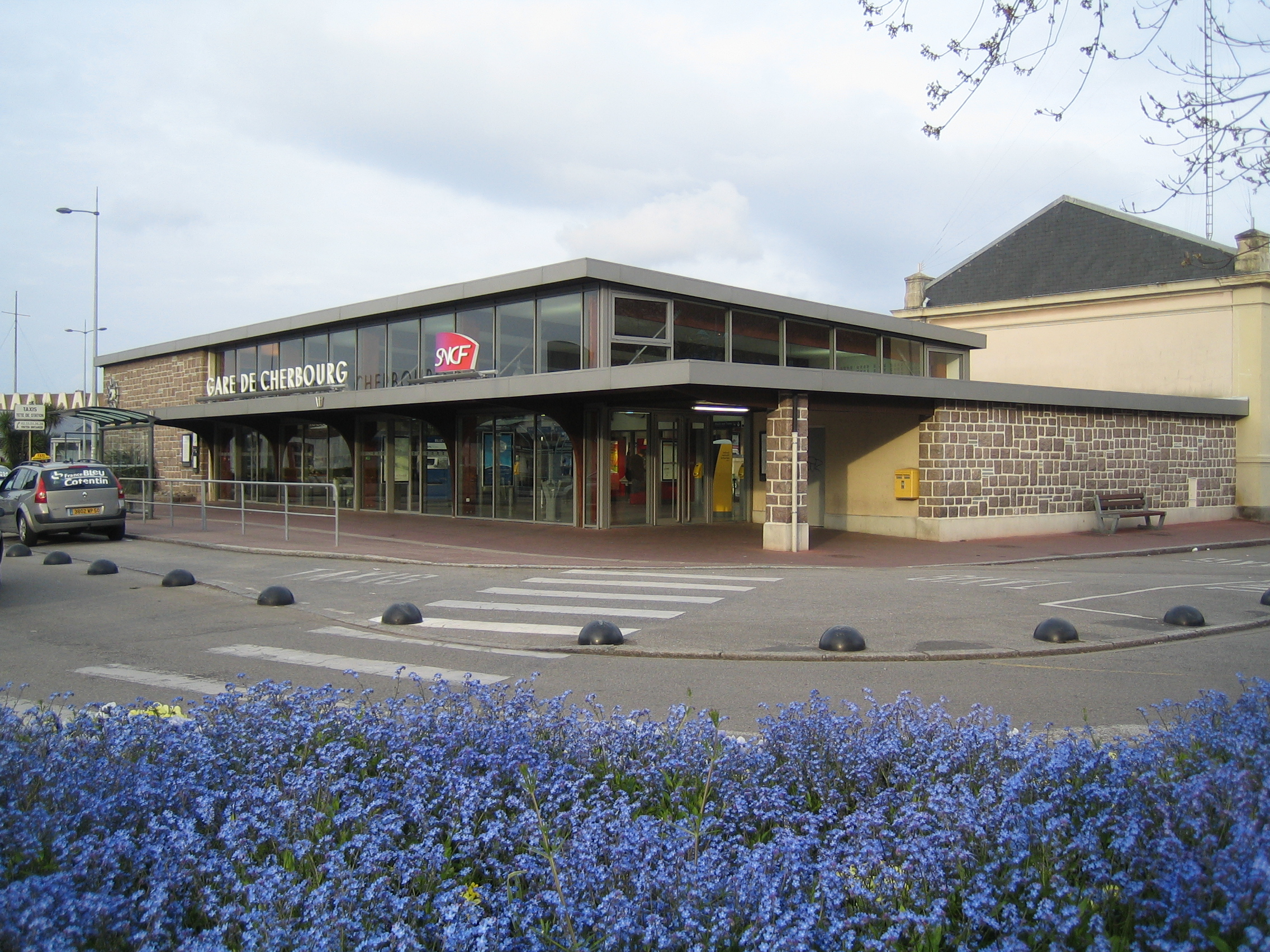
Bahnhof Cherbourg

Die Konzession für eine Eisenbahnstrecke Paris–Caen wurde am 21. Juni 1846 erteilt. Wegen der Finanzkrise im Jahre 1847 und der darauf folgenden Revolution im Jahre 1848 konnte nicht das nötige Kapital zum Bau gebildet werden. Eine neue Konzession zwischen Paris und Caen wurde am 5. Juli 1852, der "Compagnie de Paris à Caen et à Cherbourg", erteilt. Die Bauarbeiten begannen im Folgejahr zwischen Mantes-la-Jolie und Caen. Der Streckenabschnitt Paris–Mantes-la-Jolie der Bahnstrecke Paris–Le Havre war seit dem 9. Mai 1843 in Betrieb. Der erste Abschnitt von Mantes-Embranchement nach Lisieux ging am 1. Juli 1855 in Betrieb. Am 29. Dezember 1855 wurde die Verlängerung nach Mondeville eröffnet. Wegen fehlender Übereinkunft mit der Gesellschaft, welche die Konzession für die Verlängerung beantragte, mussten die Züge aus Paris im vorläufigen Bahnhof Mondeville ankommen. Die Verlängerung nach Caen ging schließlich am 1. September 1857 in Betrieb.
Als die Eisenbahngesellschaften am 30. Januar 1855 zusammengeschlossen wurden, wurde die Konzession von Cherbourg mit denen von Rouen, Le Havre, Dieppe, Saint-Germain und der Bretagne im Rahmen der Compagnie des chemins de fer de l'Ouest zusammengeschlossen.
Die Trassenwahl für die 131 km lange Strecke von Caen nach Cherbourg erwies sich als schwieriger. Es standen drei verschiedene Trassenvarianten zur Diskussion: über Bayeux, über Saint-Lô oder eine Streckenführung zwischen diesen beiden Städten. Schlussendlich wurde die Variante über Bayeux gewählt. Die Bauarbeiten zwischen Caen und Cherbourg wurden in weniger als zwei Jahren erledigt, obwohl 1,3 Millionen m³ Erdbewegungen und zahlreiche Bauwerke zu bauen waren. Diese begannen im Oktober 1856; im Januar 1858 waren 4000 Arbeiter am Bau beschäftigt. Zum Einsatz kamen 1000 Wagen, 80 Kippwagen und drei Lokomotiven, welche Schotterwagen zogen.
Die Strecke wurde am 17. Juli 1858 eröffnet und am 4. August durch das kaiserliche Ehepaar in Cherbourg eingeweiht. An der Strecke Mantes–Cherbourg lagen zu Beginn insgesamt 31 Bahnhöfe und 114 Bahnübergänge. Es mussten 20 Millionen m³ Erde bewegt werden, 4388 m Tunnels ausgebrochen werden, 70 Brücken über Flüsse, 310 Brücken über Straßen und 400 Aquädukte gebaut werden. Der Bau der Strecke hat 106 Millionen Francs gekostet.
Ursprünglich eingleisig wurde recht schnell ein zweites Gleis hinzugefügt: im Jahr 1857 von Mantes nach Bernay, 1858 weiter nach Lisieux und 1862 bis nach Caen. Westlich von Caen verzögerte sich die Inbetriebnahme des zweiten Gleises: 1882 von Sottevast nach Cherbourg, 1885 von Lison nach Neuilly, 1899 von Lison nach Le Molay-Litry und von Sottevast nach Chef-du-Pont, 1899 von Caen nach Le Molay-Litry und schlussendlich am 9. April 1900 von Neuilly nach Chef-du-Pont. Der Ausbau auf zwei Gleise von Lisieux nach Cherbourg kostete 10 Millionen Francs.
In Caen gab es Anschluss mit dem Dampfboot nach London. 1898 wurde der Hafen von Cherbourg an die Strecke angeschlossen, um Anschluss an die Passagierschiffe nach Amerika anzubieten. Im Jahr 1912 wurde eine Möglichkeit zur Wasseraufnahme während der Fahrt bei km 113 eingerichtet.

### Entwicklung bis 1950
Ab 1933 kamen Bugatti-Triebwagen auf der Strecke zum Einsatz. Diese ermöglichten eine Zeitersparnis von 2 Stunden von Paris nach Cherbourg gegenüber lokbespannten Zügen. Es verkehrten täglich folgende Expresszüge: drei Paris–Cherbourg, ein Paris–Caen und ein Nachtzug von Paris nach Cherbourg.
Vom Ausbruch des Zweiten Weltkriegs an musste unter anderem die Geschwindigkeit reduziert werden, um Energie zu sparen. Um den Vormarsch der deutschen Truppen zu verlangsamen, wurden der Viaduc des Hollandais bei Lisieux und der Tunnel de la Motte bei Cherbourg gesprengt. Durch die Kämpfe wurde der Bahnhof Evreux völlig zerstört.  Der Nahverkehr bestand aus zwei bis drei Zugpaaren pro Streckenabschnitt. Im April 1944 verkehrte nur noch ein Fernzug von Paris nach Cherbourg in 6:46.
Die Strecke befand sich während der Monate Juni und Juli 1944 wegen der Operation Overlord in schwer umkämpfter Zone. Unter anderem wurde der Tunnel de Bréval, die Brücken über die Eure bei Merey und über die Orne bei Caen beschädigt. Bis zum 11. Juli 1944 wurde die Strecke zwischen Cherbourg und Carentan von den Amerikanern instand gesetzt, um regelmäßige Militärzüge verkehren zu lassen. Es war der erste "befreite" Streckenabschnitt einer Eisenbahnstrecke auf dem französischen Festland. Während der Kämpfe wurden die Empfangsgebäude von Serquigny, Lisieux, Caen und Cherbourg zerstört. Ab September war die gesamte Strecke von Mantes bis Cherbourg wieder befahrbar.
Seit dem 8. Januar 1945 verkehrte wieder ein Schnellzug von Paris nach Cherbourg über Versailles in 9 Stunden 57. Nach dem Krieg verkehrte weiterhin nur ein Schnellzugpaar nach Cherbourg in 6:18 und ein Nachtzug.

### Von 1950 bis 1990
Im Sommer 1950 gab es drei Schnellzugpaare nach Cherbourg und eines nach Caen. Während der 1950er Jahre wurde die Signalisierung erneuert, unter anderem wurden in den Bahnhöfen PRS-Stellwerke (Poste tout relais à transit souple) gebaut.
Ab 1960 wurden die ersten Streckendieselloks ausgeliefert und ersetzten vor den Schnellzügen die Dampfloks. So kamen ab 1964 die Baureihen BB 67000 und die A1A-A1A zum Einsatz, welche eine Höchstgeschwindigkeit von 130 km/h aufwiesen. Die Reisezeit verkürzte sich nach Cherbourg auf 4:04. Im Jahr 1968 kommen nur noch im Güterverkehr Dampflokomotiven zum Einsatz, welche aber schrittweise durch Diesellokomotiven ersetzt werden.
Ab September 1970 kamen auf der Strecke Gasturbinenzüge der Bauart ETG zum Einsatz. Sie ersetzten ältere Dieseltriebwagen und Dieselloks. Die Strecke wurde abschnittsweise auf 160 km/h ertüchtigt und ermöglichte eine Reisezeit Paris–Cherbourg von 2 Stunden 59. Die Durchschnittsgeschwindigkeit betrug 124 km/h mit Halten in Bayeux, Carentan und Valognes. Wegen der eingeschränkten Kapazität der Turbotrains mussten immer öfter lokbespannte Ersatzzüge zum Einsatz kommen. Im Jahr 1975 wurden die ETG an die Region Rhône-Alpes abgegeben und durch RTG ersetzt.
Die letzten Transatlantique verkehrten 1981 als Zubringer zur Queen Elizabeth 2. Ab 1982 kam die Baureihe BB 67400 zum Einsatz, welche eine elektrische Heizung bot. Es verkehren nach Cherbourg sechs Zugpaare.

### Elektrifizierung
Die Bauarbeiten zur Elektrifizierung (25.000 V, 50 Hz, einphasig) der Strecke begannen 1989 mit der Beseitigung aller noch bestehenden Bahnübergänge ab Évreux und der Begradigung einiger Kurven (bei Courtonne-la-Meurdrac). Außerdem mussten Brücken und Tunnels umgebaut werden. Nach sechs Jahren Bauzeit konnten am 27. März 1996 zwischen Bueil und Cherbourg die Bauarbeiten zur Elektrifizierung abgeschlossen werden, am 21. Mai zwischen Bueil und Mantes-la-Jolie. Gleichzeitig wurde die Signalisierung durch den Block Automatique Lumineux (BAL) ersetzt und der IPCS (Installations permanentes de contresens) eingebaut. Die kommerzielle Inbetriebnahme des elektrischen Betriebs fand am 1. Juni 1996 statt. Der Betrieb der Turbotrains wurde am Tag zuvor eingestellt. Seitdem werden alle Züge Paris–Caen–Cherbourg und Paris–Lisieux–Deauville elektrisch betrieben.
Zu Beginn wurden die Züge Paris–Cherbourg von renovierten BB 16000 gezogen. Danach wurden sie durch BB 26000 ersetzt, welche vor einigen Zügen der Linien Paris–Caen und Paris–Trouville-Deauville zum Einsatz kommen. Die anderen Züge wurden, bis Mitte 2009, mit BB 15000 bespannt. Durch die Inbetriebnahme der Abschnitte für 200 km/h, am 2. Dezember 1996, konnte die Reisezeit nach Cherbourg auf 2:42 reduziert werden.
Ab dem 28. September 1997 verkehrte ein TGV von Cherbourg nach Lille, wegen zu wenig Fahrgästen wurde er im Mai 1999 wieder eingestellt. Seitdem der transatlantische Hafenbahnhof in La Cité de la Mer umgewandelt wurde, verkehren Sonderzüge mit Anschluss an die Queen Mary 2. In den Jahren 2008 bis 2012 wurden die Gleise auf einigen Streckenabschnitten erneuert.

## Infrastruktur
Die Strecke ist zweigleisig und seit dem 1. Juni 1996 vollständig elektrifiziert (25 kV, 50 Hz, einphasig). Sie ist mit dem Block Automatique Lumineux (BAL) und dem Contrôle de vitesse par balises (KVB) ausgerüstet.
Die zulässige Höchstgeschwindigkeit liegt auf 255 km bei mindestens 160 km/h. Sonst können mindestens 120 km/h gefahren werden. Die Durchfahrt von Caen ist auf 60 km/h begrenzt.

### Streckenabschnitte für 200km/h
Momentan gibt es drei Abschnitte, die für die maximale Geschwindigkeit von 200 km/h geeignet sind :
- von km 163,000 bis km 189,450 zwischen Bernay und Lisieux;
- von km 204,700 bis km 236,000 zwischen Lisieux und Caen;
- von km 313,100 bis km 340,617 zwischen Carentan und Valognes

### Kunstbauwerke

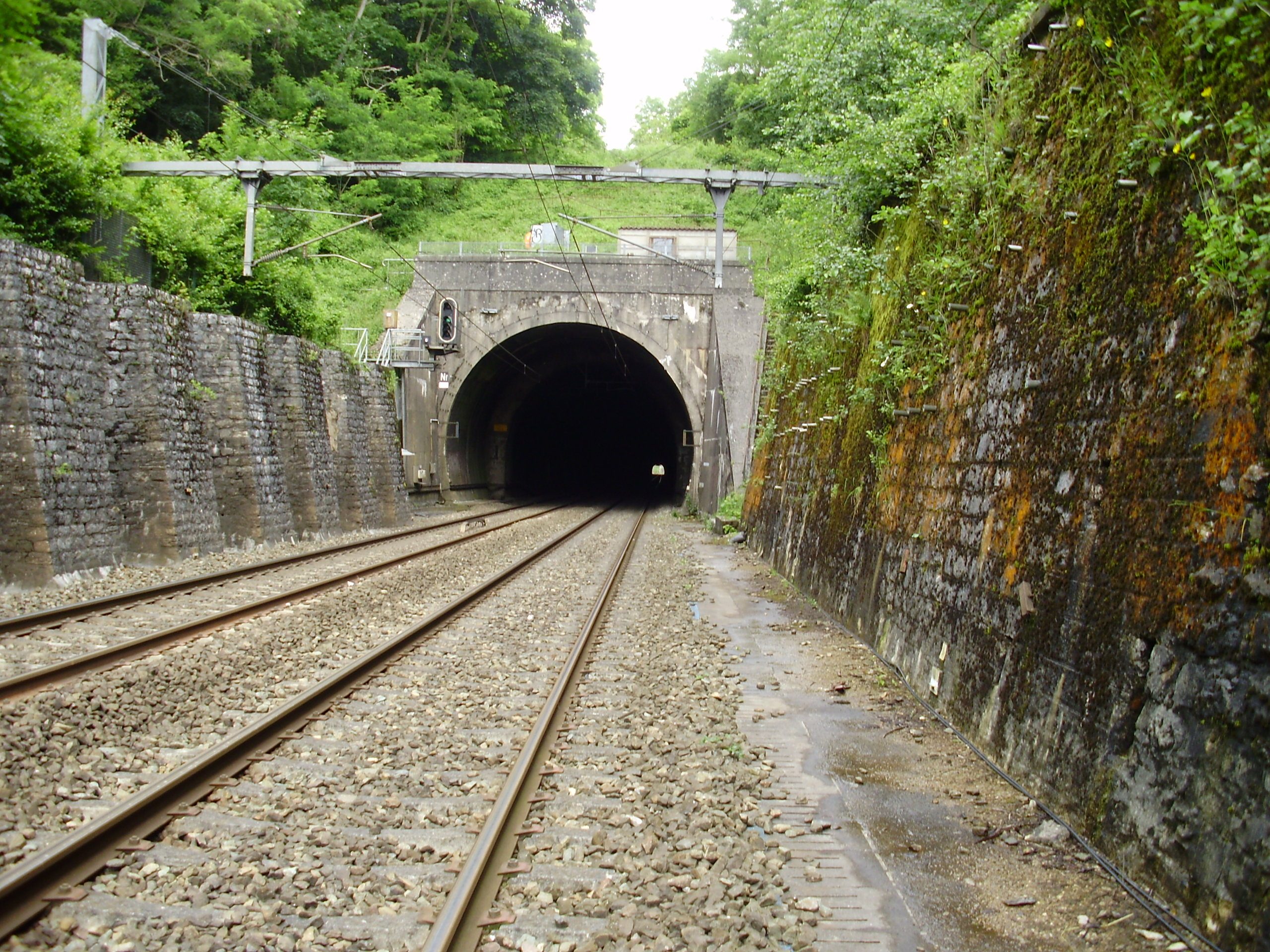
Westportal des Tunnels Bréval

| Viadukte: - Viaduc de Mérey (Eure) (46 m) ; - Viaduc de l'Iton (Iton) (26 m) ; - Viaduc de Groslay (Risle) (61 m) ; - Viaduc de l'Orbiquet (Orbiquet) (53 m) ; - Viaduc de l'Orne (Orne) (45 m) ; - Viaduc de la Vire (Vire) (40 m) ; - Viaduc de la Douve (Douve) (37 m) ; - Viaduc de Gilles (45 m) ; | Tunnels: - Tunnel de Bréval (801 m) ; - Tunnel de Martainville (284 m) ; - Tunnel de Nétreville (1790 m) ; - Tunnel de la Justice (364 m) ; - Tunnel de Navarre (191 m) ; - Tunnel de Conches (254 m) ; - Tunnel de Bernay (339 m) ; - Tunnel de La Motte (2561 m) |

## Betrieb
Ab 1900 verkehrte auf der Strecke zwischen Paris und Cherbourg der New-York-Express als Luxuszug im Auftrag des Norddeutschen Lloyd (NDL) für die Passagiere der Transatlantik-Dampfer des NDL. Mit Beginn des Ersten Weltkriegs endete dieser Zuglauf.
Im Fernverkehr kommen Lokomotiven der Baureihen BB 26000 und BB 15000 zum Einsatz. Nach Cherbourg verkehren täglich sieben Zugpaare, welche aus Corail-Wagen bestehen. Bis Lisieux nutzen auch die "Intercités" nach Trouville die Strecke.
Der Regionalverkehr wird von den jeweiligen Regionen bestellt. Die TER Basse-Normandie verkehren von Lisieux nach Cherbourg. Zum Einsatz kommen Triebwagen der Baureihe Z 27500. Die TER Haute-Normandie verkehren von Paris nach Évreux, Serquigny und Lisieux. Zum Einsatz kommen Lokomotiven der Baureihe BB 17000 vor VO 2N Doppelstockwagen. Weiterhin kommen BB 27300 mit VB 2N zum Einsatz.
Das Güteraufkommen der Strecke ist gering und besteht aus Kieszügen von Chailloué und Montabard nach Motteville. Zeitweise verkehren Getreidezüge und Atommülltransporte von Valognes nach Deutschland.

## Zukunft
Es wurde in Erwägung gezogen, dass zwei Schnellzüge pro Tag nur in Cherbourg und Caen anhalten. Angesichts der heftigen Proteste der Volksvertreter in Valognes und Carentan wurde davon abgesehen. Dank beider Bahnhöfe ist die ganze Halbinsel Cotentin an das Eisenbahnnetz angebunden.
Bis 2015 sollen die Tunnels de Nétreville, Bernay und La Motte erneuert werden. Es ist geplant einen Abzweig von der LGV Normandie nach Lisieux und Caen zu bauen. Frühestens könnte die Neubaustrecke um 2030 in Betrieb gehen, wodurch Cherbourg von Paris in 2:15 erreichbar wären. Dieses Projekt ist jedoch eingefroren wegen Haushaltskürzungen.